# Phycosphère
 (novembre 2018).
La phycosphère correspond au micro-environnement entourant les cellules phytoplanctoniques. C’est une zone enrichie en nutriments et molécules organiques exsudés par la cellule. Cette région dynamique et spécifique est le lieu d'interactions de différentes natures entre bactéries et phytoplancton, telles que le mutualisme, le commensalisme, le parasitisme, l’antagonisme, et la compétition. C’est une interface d'échanges de nombreux métabolites entre les deux organismes, avec la présence de signaux chimiques de communication.
La taille de la phycosphère est directement corrélée à celle de la cellule phytoplanctonique, et peut être affectée par divers paramètres physiques et chimiques tels que la turbulence du milieu ou la nature des exsudats cellulaires .
Du fait de la nature des interactions qui s'y produisent, elle est souvent comparée à la rhizosphère des plantes terrestres.

## Caractéristiques physico-chimiques
L'exsudation des cellules phytoplanctoniques s'effectue par transport actif ou passif. La nature des exsudats est diverse. Les gaz, solvants, et les molécules hydrophobes de petite taille diffusent passivement à travers les membranes cellulaires , tandis que les macromolécules telles que les protéines sont transloquées à l'extérieur de la cellule dès leur synthèse . Le transport de molécules polaires ou chargées telles que les acides aminés requiert des transporteurs membranaires , et implique un coût énergétique pour les cellules phytoplanctoniques. 
Les caractéristiques physico-chimiques des molécules déterminent leur taux de diffusion à travers la membrane et au sein de la phycosphère. Ainsi, les molécules de plus haut poids moléculaire vont diffuser plus lentement, augmentant ainsi leur temps de résidence au sein de la phycosphère. De même, les molécules hydrophiles vont diffuser dans l'eau de mer plus rapidement que les molécules hydrophobes. Parmi ces molécules hydrophobes, on retrouve un grand nombre de molécules de signalisation . 
La nature des composés excrétés par les cellules phytoplanctoniques dépend de leur état physiologique. Lors de la phase de croissance, ce sont des molécules solubles de faible poids moléculaire qui sont excrétées , et correspondent à un grand nombre de molécules potentiellement chimioattractantes pour les bactéries .  Lors de la phase de sénescence, des molécules de plus haut poids moléculaire telles que des protéines, lipides et polysaccharides sont libérés dans la phycosphère, par exsudation ou lyse cellulaire . 

## Mécanismes de colonisation bactérienne
La colonisation de la phycosphère par les bactéries peut se faire de différentes manières.

### Par hasard
Les bactéries et le phytoplancton se rencontrent de façon aléatoire. Les bactéries non mobiles évoluent selon un mouvement brownien et interagissent avec le phytoplancton présent dans le milieu.

### Par mobilité et chimiotactisme
Certaines bactéries mobiles, comportant un ou plusieurs flagelles, les déplacements dans le milieu amélioreront significativement ces chances de rencontre.
De nombreuses bactéries marines comporte un chimiotactisme développé avec une sensibilité accrue pour des gradients chimiques spécifiques dans la colonne d’eau, ce qui aura pour conséquence d’augmenter le taux de colonisation du phytoplancton.

### Par transmission verticale
Une transmission verticale peut avoir lieu, lorsque les bactéries présentes sur la cellule mère colonisent les cellules filles.

### Maintien de la proximité spatiale
Le maintien de la proximité nécessaire aux échanges de molécules et de signaux peut s'effectuer par une fixation des bactéries sur les cellules phytoplanctoniques (épiphytes)  ou au sein même des cellules (endophytes) 

## Types d'interactions

### Compétition et défense
La compétition interspécifique concerne l'accès aux nutriments inorganiques et implique différents mécanismes de défense.
Ainsi, certaines bactéries ont développé une activité algicide qui se manifeste par divers processus: 
- l'excrétion de protéases bactériennes extracellulaires suivie d'une lyse des cellules phytoplanctoniques 
- la fixation des bactéries sur le phytoplancton, associée à un transfert de molécules augmente l'exsudation de la matière organique et inhibe les divisions cellulaires .        

### Mutualisme
Ces interactions bénéfiques aux deux organismes peuvent être obligatoires ou opportunistes.
Il existe une grande diversité d'interactions de mutualisme. Elles impliquent généralement une mutualisation de matière organique en échange de certains nutriments essentiels. On peut citer le cas d'espèces phytoplanctoniques incapables de synthétiser certains composés essentiels tels que la vitamine B12, et qui vont s'associer avec certains types de bactéries en échange de matière organique issue de la photosynthèse .
Il en est de même pour le captage du fer par des sidérophores bactériens au bénéfice du phytoplancton .
D'autres interactions impliquent des processus de détoxification tels que l'élimination d'espèces  réactives de l'oxygène par des bactéries, chez le phytoplancton .  